# Област Малакастра
Област Малакастра (алб. Rrethi i Mallakastrës) је једна од 36 области Албаније. Има 40.000 становника (процена 2004), и површину од 325 km². На југу је земље, а главни град је Балш.
Обухвата општине: Аранитас, Балш, Грешиц, Дренов (Дреново), Каљењ, Кут, Нграчан, Сељит, Ћендр (Центар), Фратар и Хекаљ.